# 九五式小型乗用車
九五式小型乗用車（きゅうごしきこがたじょうようしゃ、九五式小型乘用車）は、大日本帝国陸軍の小型軍用乗用車。通称・愛称はくろがね四起（-よんき）。
日本初の国産実用四輪駆動車として日本内燃機（のちの東急くろがね工業、現日産工機の前身）が開発し、日中戦争（支那事変）・第二次世界大戦における帝国陸軍の主力乗用車として使用された。「くろがね四起」の通称は、日本内燃機のオート三輪車ブランドとして当時著名だった「くろがね」と「四輪起動」にちなむ。最終型は九五式小型貨物自動車とも呼ばれる。

## 概要
1934年（昭和9年）、帝国陸軍は不整地走行性能に富む小型の偵察（斥候）・連絡（伝令）・人員輸送用車両(軽四起)の開発を、日本内燃機（現：日産工機）・豊田自動織機自動車部（現：トヨタ自動車）・発動機製造（現：ダイハツ工業）・岡本自転車自動車製作所の各自動車メーカーに依頼した。試作型の評価の結果、最も優れていた日本内燃機製が制式採用され、1936年（昭和11年）から量産された。当時の量産軍用車としては国産初の四輪駆動機構を備え、道路整備状況の悪い中国大陸や東南アジア方面などで極めて良好な走破性を発揮した。
本車は帝国陸軍が競争試作にあたって「軽四起」として人員輸送車として、あくまで偵察・連絡用のオートバイ・サイドカー（九三式側車付自動二輪車・九七式側車付自動二輪車等）を代用する程度に留まる仕様要求であったため、ドイツ陸軍のキューベルワーゲン（0.4 t積み)、アメリカ陸軍のジープ（ウイリス・MB/フォード・GPW等。0.5t 積み）などの小型トラックに対して搭載量は劣る。それらに先行した開発当時の世界的な水準や、日本の工業技術力に照らした低い仕様要求であったとも言える。走破性の高さを見るか、軽便な小型車両に重点を置いたがゆえに汎用性に難があったと見るかでも評価が変わる車両でもある。

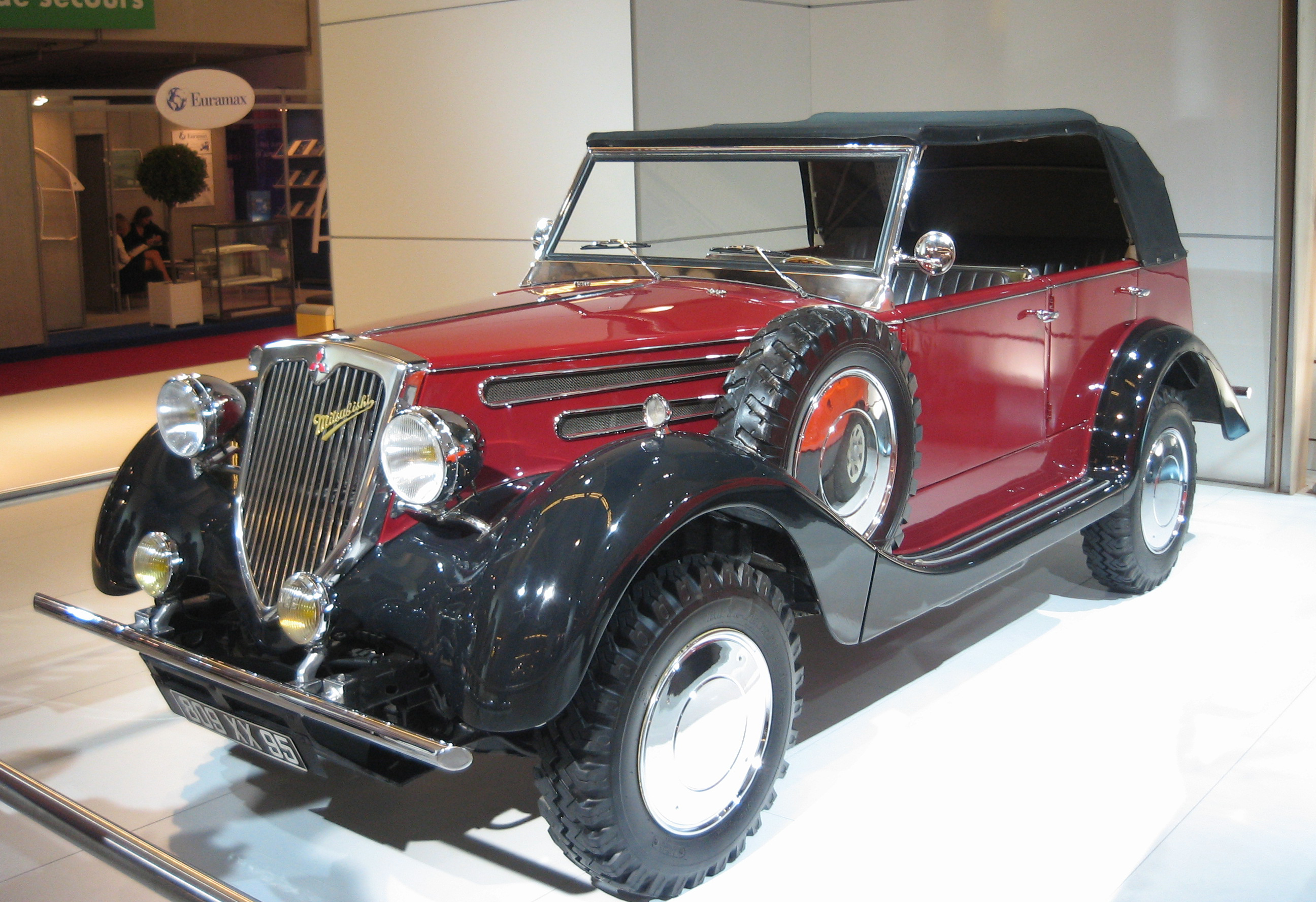
三菱重工業・PX-33（レプリカ）

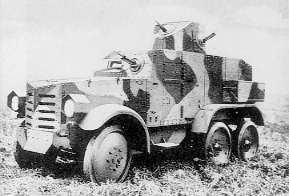
ちよだQSW型装甲自動車

参考までに、日本陸軍は四輪駆動車の悪路走破性自体には深い理解を示しており、本車の以前には1.5 t積み後2軸駆動六輪トラックの九四式六輪自動貨車の他、当時主流であったフェートン型乗用車を3軸6輪にして後2軸駆動（6x4）とする事で走破性を高めた九三式六輪乗用車や、フェートン型四輪駆動車の九八式四輪起動乗用車を戦闘指揮車として制式採用しており、熱河作戦の追撃任務で大いに名を高めた装輪装甲車のちよだ・QSW型装甲自動車を手がけた東京瓦斯電気工業のちよだ軍用乗用車や、三菱・PX33を試作した三菱重工業などのように、民間企業にも研究開発を活発に行わせていたが、これらもボディ形状が一般的な乗用車とさほど変わらないため、ジープのような小型トラック的な積載性能は見込めず、本車と九四式六輪自動貨車との間に不整地輸送能力の点で大きな穴が開いたまま大東亜戦争に突入せざるを得ず、結局緒戦のフィリピン戦線で1941年（昭和16年）に鹵獲したバンタム製ジープをトヨタ自動車にリバースエンジニアリングさせて製作した四式小型貨物車（トヨタ・AK10型）を、本車の事実上の後継車として1944年（昭和19年）に制式採用している。
どちらにしても、他の列強各国に比べ量産技術に劣った当時の日本はモータリゼーションも進んでおらず、にもかかわらず、その少ないリソースは陸軍と海軍とで分断され、かつ、陸軍内部においても航空兵器等やトラック（九四式六輪自動貨車やその後継の一式六輪自動貨車など）の生産が優先されていたため、本車の総生産数は5千台以下と少なく、米独2車のように軍事上の戦術的・戦略的影響を顕著に残すことはなかった。
本車は日中戦争やノモンハン事件を通し、太平洋戦争（大東亜戦争）敗戦に至るまで陸軍主力乗用車として多くの戦線や日本内地で使用され、一部は海軍にも供与されている。基本的にフロントグリルには陸軍を表す五芒星（五光星）の金属星章を付していた。ボディの変更や座席増などのマイナーチェンジを併せて、最終的には小型貨物自動車となり1944年（昭和19年）までに計4,775台が生産された。

### 形式

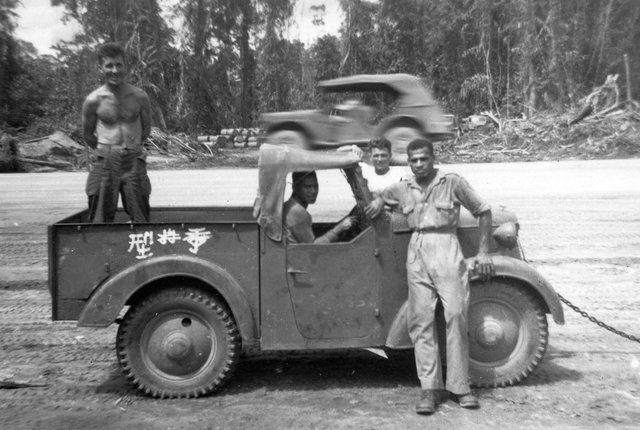
ピックアップ型の九五式小型貨物自動車

以下、各モデルを示す。なお、ここに記した生産型A〜Cは形式を区別する便宜的なもので制式名称ではない。
プロトタイプ
1935年（昭和10年）試作型。排気量1,200 cc。ロードスター型とセダン型が試作された。フロントグリルは長方形。バンパーは無い。
生産型A
1937年（昭和12年）、1938年（昭和13年）型。排気量1,300 cc。3名乗りロードスター型。フロントグリルは小判型。このモデルよりバンパーを装着。
4ドア試作型
1939年（昭和14年）に1台だけ試作された4ドアのフェートン型。ホイールベースが延長され、観音開き式のドアを持つ。エンジンの詳細は不明だが、空冷ではなく水冷説有り。フロントグリルは正方形。
生産型B
1939年（昭和14年） - 1943年（昭和18年）型。排気量1,400 cc。4名乗りフェートン型。生産台数最多モデル。フロントグリルは正方形。
生産型C
1944年（昭和19年）型。排気量1,400 cc。2名乗りピックアップトラック型。車種が小型貨物自動車に変更された最終生産モデル。九五式小型貨物自動車とも呼ばれる。フロントグリルは蝶が左右に展翅した様な、特徴的なバタフライ型。
なお、サイドカーと同じく軽戦闘車両として助手席には軽機関銃（十一年式軽機関銃・九六式軽機関銃・九九式軽機関銃）を装備可能で、また、大戦最末期にはグライダー空挺部隊である滑空歩兵連隊が、機関砲を装備した本車（ク8-IIに搭載）をもって沖縄のアメリカ軍陣地に挺進・強襲する計画があった。

## 構造
開発者は日本内燃機の創業者でもある技術者の蒔田鉄司である。蒔田は1920年代-1930年代の日本では卓越した自動車技術者の一人で、古くは豊川順彌によって設立された初期の国産自動車メーカー「白楊社」で小型四輪車「オートモ号」の開発に携わり、オート三輪業界では自社開発エンジン搭載の「ニューエラ」（のち「くろがね」と改称）で市場のリーディングメーカーとしての地位を確立していた人物であった。
右ハンドル車で車幅は1.3m足らずと狭く、腰高で、ジープやキューベルワーゲンに比べると重心は高めだった。幅の狭い鋼製梯子形フレームをベースとしたシャーシは2,000mmのショートホイールベースで、通常駆動に常用される後軸は半楕円リーフスプリング支持の固定軸であるが、前輪はコイルスプリング支持の一種のウィッシュボーン式独立懸架としていた。前輪への駆動力伝達は副変速機によるパートタイム式で、この時代の四輪駆動車の例に漏れず四輪駆動は駆動力を要する非常時のみ、通常時は後輪のみで走行する。このため、ジョイントはもっとも構造の簡単なダブルカルダンジョイントで済ませている。前輪独立懸架採用の動機は、ドライブシャフトのジョイント切れ角について、固定軸より条件が緩くなるためであった。固定車軸だと1輪あたり1組のジョイントしか与えられないが、独立懸架にすれば1輪あたり2組のジョイントを組み込めるため、操舵時の切れ角の狭さによる四輪駆動時の不等速回転を緩和できたのである。
開発に際しては水平対向エンジンの採用も検討されたが納期の関係上採用されず、満州の寒冷な荒蕪地での運用を考慮し、トルクがあって構造簡易で冷却水凍結の問題も生じず、また日本内燃機自身の技術ノウハウも活かせる、バンク角45°のV型2気筒OHV強制空冷エンジンが採用された。基本設計のベースは、日本内燃機が三國商店（現・ミクニ）の依頼で1934年にオート三輪・二輪車用として製作した「ザイマス」"Xymas" 単気筒650ccエンジンで、イギリス製オートバイ・サンビームの600cc単気筒OHVエンジンを多く模倣したものであった。日本内燃機がやはりイギリス製エンジンの影響を受けて開発し、自社オート三輪用に多く生産した、より簡略なサイドバルブエンジンとは系譜を別とするものである。
原型は自然空冷・単気筒であるが、倍のV型2気筒化されてプロペラファンを装備した強制空冷となり（冷却効率を上げるシュラウドは設けられなかった）、更にドライサンプ仕様とされた。アメリカのシェブラーの設計をコピーしたキャブレターをVバンク中央後方に配置したシングル・キャブレター仕様で、インテークマニホールドで左右に分配した。当初は排気量1.2Lで設計されたものの、オーバーヒート時の熱負荷による性能低下が甚だしかったことからその補償策として1.3L、1.4Lへと順次排気量拡大され、2気筒エンジンとしては大排気量の1.4L（33PS/3,300rpm）仕様が最多生産された。
このエンジンは、前輪差動装置真上に位置するため重心が高くなり、水平対向式に比して振動も大きいという欠点があった為、後期型は前方配置のパイプ製マウントフレームで上部から吊られるように改良された。
バンク角45°のV型2気筒レイアウトが大きな振動の一因であったが、ハーレーダビッドソンやその国産化モデルである陸王といったV型2気筒オートバイに慣れ親しんだ陸軍側はこれを重大な欠点と見なしておらず、エンジン型式が改善されることはなかった。
三社にコーチビルドが分割されたため、ボディの細部の変更は凡そ十種に及んでおり、初期の試作車では2ドアセダンボディを架装したこともあったが、量産車の多くはドアを持たず、幌屋根のフェートン型とした軽快なボディを架装した。このためボディの長さは一定ではないが、通常3.6m弱程度の仕様であった。後に拡大型も少数製造されている。

## 現存車
日本国内では後期型トラックタイプが石川県小松市の日本自動車博物館に、九四式六輪自動貨車甲ともども極めて良好な状態で収蔵・展示されている。海外ではロシアのモスクワにある「Retro Auto Museum」に比較的良好な状態で収蔵・展示されている。また、アメリカのペンシルバニア州にある「Redball Military Transport Club」が九五式小型乗用車を保有している。
近年までは上記の3台が世界中に現存する九五式小型乗用車の全てと考えられていたが、2013年に入って京都市内の自動車修理工場「日工自動車」に、初期型ロードスタータイプがほぼ原型を留めた状態で現存しているのが、静岡県のNPO法人「防衛技術博物館を創る会」により「再発見」された。この個体は1954年（昭和29年）頃に、日工自動車が日本内燃機の代理店を請け負っていた伝で入手したとされるもので、当時の時点では実働車であったという。また、この個体をモデルにタミヤが同型のプラモデルを製作販売している。今回の「再発見」は、タミヤからの情報を元にNPO法人理事で作家の三野正洋が工場を訪ねたところ、改めて現存が確認されたもので、同NPO法人は復元を前提に同社社長より車体の譲渡を受け、クラウドファンディングの手法で資金を集めつつ、走行可能な状態までのレストアを目指すことを表明した。2016年にレストアが完了し、9月24日に御殿場にて公開された。
またロシア国内にはこれ以外にも実動車の存在が確認されており、旧陸軍が展開した地域にはまだ未発見の車両が存在する可能性がある。

## 登場作品

### 映画
『マイウェイ 12,000キロの真実』
ノモンハン事件の場面でレプリカが登場。
『硫黄島からの手紙』
同じくレプリカ車両が「ジープ」という呼称で登場。

### 漫画・アニメ
『ガールズ&パンツァー』
風紀委員（カモさんチーム）の宣伝車としてピックアップトラック型が第10話に登場。
『ストライクウィッチーズ』
第1期第1話に登場。
『独立戦車隊』
「Jungle Express」にて、ビルマに上陸した有村大尉らの移動手段として生産型Aが登場するが、道中、反乱を起こしたビルマ国軍の攻撃を受けタイヤがパンクし、その場に放棄される。
「ハート・オブ・ダークネス」にて、少佐と丸尾中尉が移動する際に生産型Bを使用する。
『松本零士創作ノート』
松本の父、松本強少佐が本車に乗って任地へ出発したとの記述有り。
『ダッシュ!四駆郎』
四駆郎の祖父が第二次大戦中に開始された架空の自動車レース「地獄ラリー」に参加する際に使用した。地下洞窟でクラッシュした車体は祖父の遺体とともに放置され、長い年月を経てその息子である源駆郎（四駆郎の父）に発見された。

### 小説
『日本国召喚』
外伝1巻に日本陸軍の車両として登場。

### ゲーム
『R.U.S.E.』
日本の偵察ユニットとして登場。
『コール オブ デューティ ワールド・アット・ウォー』
マルチプレイの一部マップにオブジェクトとして置いてある。
『バトルフィールドシリーズ』
『BF1942』
日本軍の輸送車両として登場する。
『BF1943』
日本海軍の輸送車両として登場する。何故かブローニングM1919重機関銃が搭載されている。
『BFBC2』
シングルプレイにのみ登場する。『BF1943』同様、何故かM1919重機関銃が搭載されている。
『BFV』
日本軍の輸送車両として登場する。